# Seagate
Seagate Technology Holdings plc este o companie americană de stocare a datelor. A fost înființată în 1978 ca Shugart Technology și și-a început activitatea în 1979. Din 2010, compania s-a înregistrat în Dublin, Irlanda, având un sediu operațional în Fremont, California, Statele Unite.
Seagate a dezvoltat prima unitate de hard disk HDD de 5,25 inchi, numit ST-506 de 5 MB, în 1980. Ei au fost un furnizor major pe piața de microcalculatoare în anii 1980, mai ales după introducerea IBM XT în 1983. O mare parte din creșterea lor a venit prin achiziționarea concurenței. În 1989, Seagate a achiziționat divizia Imprimis a Control Data Corporation, producătorii de produse HDD ai acestei companii. Seagate a achiziționat Conner Peripherals în 1996, Maxtor în 2006 și afacerea HDD a companiei Samsung în 2011. Astăzi, Seagate, împreună cu concurentul său Western Digital, domină piața HDD-urilor.

## Istorie

### Înființarea ca Shugart Technology
Seagate Technology (numită atunci Shugart Technology) a fost înființată pe 1 noiembrie 1978 și și-a început activitatea prin cofondatorii Al Shugart, Tom Mitchell, Doug Mahon, Finis Conner și Syed Iftikar în octombrie 1979. Compania a pornit ca o idee atunci când Conner l-a abordat pe Shugart cu ideea de a înființa o nouă companie care să dezvolte HDD-uri de 5,25 inchi, despre care Conner a prezis că va fi o viitoare expansiune economică rapidă pe piața unităților de disc. Numele a fost schimbat în Seagate Technology pentru a evita un proces din partea subsidiarei Shugart Associates a companiei Xerox (fondată tot de Shugart).

### Istoria timpurie și era Tom Mitchell
Primul produs al companiei, ST-506, cu o capacitate de stocare de 5 megabytes (MB), a fost lansat în 1980. A fost primul hard disk care se potrivește cu factorul de formă de 5,25 inchi al unității de mini-dischetă Shugart. A folosit o codificare cu modulație în frecvență modificată (MFM)  și a fost lansat ulterior într-o versiune de 10 MB, numindu-se ST-412. Prin aceasta, Seagate și-a asigurat un contract ca furnizor principal de OEM pentru IBM XT, primul computer personal al IBM care conținea un hard disk. Volumele mari de vânzări către IBM au alimentat creșterea timpurie a Seagate. În primul an, Seagate a livrat consumatorilor unități în valoare de 10 milioane de dolari. Până în 1983, compania a livrat peste 200.000 de unități și a avut venituri de 110 milioane de dolari.